# Missouri River Runner

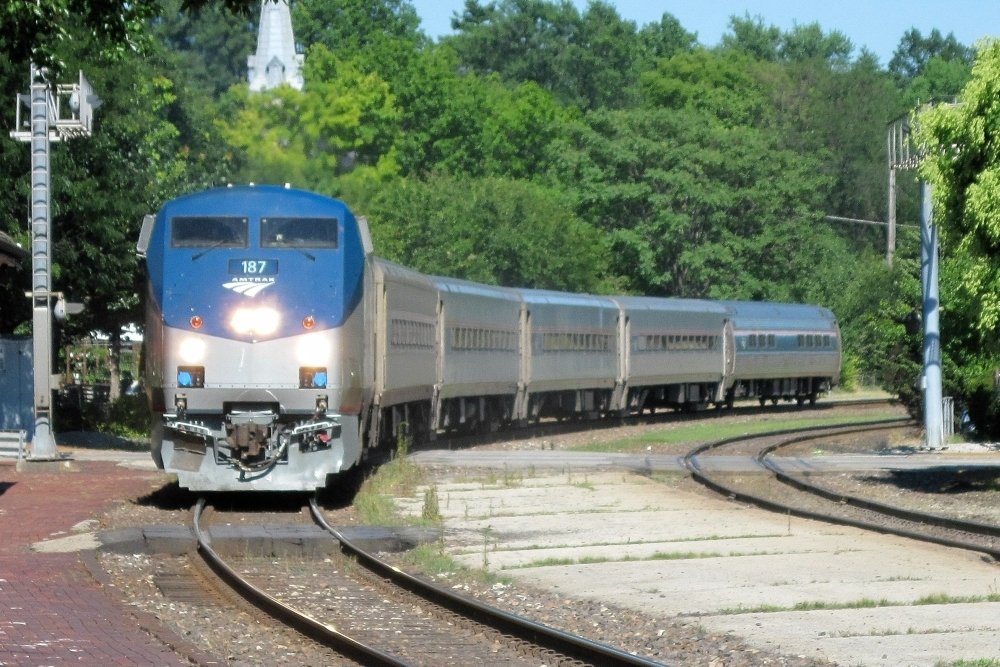

Missouri River Runner je 455 km dlouhá trať osobní železniční dopravy, kterou provozuje Amtrak mezi městy St. Louis a Kansas City v státě Missouri. Denní provoz trati má 4 spojení. Název Missouri River Runner existuje pouze od roku 2009, dřívější název byl Missouri Service a byl vybrán hlasováním, které zorganizovalo oddělení dopravy státu Missouri, které spolufinancuje provoz na trati. Vlastníkem trati je společnost Union Pacific, Amtrak si trať pronajímá. Jízdní doba je přibližně 5 hodin a 40 minut.

Mapa trati